# Delitschia didyma
Delitschia didyma är en svampart som beskrevs av Auersw. 1866. Delitschia didyma ingår i släktet Delitschia och familjen Delitschiaceae.  Arten är reproducerande i Sverige. Inga underarter finns listade i Catalogue of Life.